# Kolej linowo-terenowa na Żar
Kolej linowo-terenowa na Żar – całoroczna kolej linowo-terenowa z Międzybrodzia Żywieckiego na Żar w Beskidzie Małym. Funkcjonuje w ramach ośrodka narciarskiego Góra Żar. Producentem wagonów był Mostostal Czechowice/Konstal. Operatorem kolei są Polskie Koleje Linowe S.A.

## Historia
Kolej powstała na torach dawnego wyciągu szybowcowego. Górska Szkoła Szybowcowa „Żar” wiedząc o modernizacji kolei linowo-terenowej „Gubałówka”, zaproponowała przeniesienie starego taboru do Międzybrodzia Żywieckiego i równoległe zorganizowanie trasy narciarskiej. 16 sierpnia 2003 Przedsiębiorstwo Robót Kolejowych przystąpiło do realizacji inwestycji, która zakończyła się po 130 dniach. Dla ruchu pasażerskiego kolej została udostępniona 14 lutego 2004.

## Dane techniczne
| Kolej linowo-terenowa                 | na Żar |
| ------------------------------------- | ------ |
| Długość trasy [m]                     | 1334   |
| Poziom stacji dolnej [m n.p.m.]       | 454,5  |
| Poziom stacji górnej [m n.p.m.]       | 758,5  |
| Różnica poziomów [m]                  | 304    |
| Liczba wagonów                        | 2      |
| Liczba miejsc w wagonie               | 115    |
| Zdolność przewozowa [osób na godzinę] | 1200   |